# Mario Party DS
Mario Party DS (マリオパーティDS, Mario Paati Dī Esu) est un jeu vidéo de type party game développé par Hudson Soft et édité par Nintendo. Il est sorti en 2007 sur Nintendo DS et en 2016 sur la console virtuelle de la Wii U. Il fait partie de la série Mario Party et reprend le gameplay des précédents épisodes de cette dernière.

## Trame

### Scénario
Mario récupère un cristal magique qui est tombé du ciel lors d'une nuit sillonnée d'étoiles filantes. Peu après, Bowser envoie des invitations à lui et ses amis pour une grande fête à son château, supposément pour se faire pardonner de ses précédents méfaits. Il s'agit en réalité d'un subterfuge afin de s'emparer du cristal magique. À l'aide de son minimiseur, une puissante baguette magique, Bowser miniaturise le groupe. Bowser et ses alliés sèment la pagaille dans le royaume Champignon. Mario et ses amis doivent rassembler les cinq cristaux magiques pour vaincre Bowser, remettre l'ordre dans le royaume et retrouver leur taille normale.

### Personnages
Le jeu comporte huit personnages jouables au total, soit Mario, Luigi, Yoshi, Toad, Wario, Waluigi et les princesses Peach et Daisy. D'autres personnages de l'univers de Super Mario apparaissent dans le jeu, notamment des Goombas, des Koopas et des Maskass.

## Système de jeu
Mario Party DS est un party game et reprend le gameplay des précédents opus de la série Mario Party. Il se joue à la manière d'un jeu de société sur un plateau de jeu comportant des cases de couleurs. À tour de rôle, les joueurs lancent un dé et progressent sur le plateau. Comme dans tous les Mario Party, une fois que chaque joueur a joué son tour, un mini-jeu s'enclenche. Les mini-jeux se déroulent dans des environnements qui semblent agrandis compte tenu du fait que les personnages ont été rétrécis par Bowser. Le jeu contient plus de 70 mini-jeux différents et cinq plateaux de jeu,. Certains mini-jeux se jouent avec l'écran tactile et le micro de la console. Le ou les joueurs qui remportent le mini-jeu obtiennent comme récompense des pièces. Ces dernières peuvent ensuite être échangées contre des étoiles. La victoire revient au joueur qui possède le plus d'étoiles à la fin de la partie.
Si le joueur gagne une partie sur un plateau en mode histoire, il doit ensuite affronter un boss dans un mini-jeu qui lui est dédié. C'est un mini-jeu auquel le joueur joue tout seul, dans lequel il doit vider le compteur de points de vie du boss pour gagner.

## Accueil
Mario Party DS reçoit un accueil positif de la presse spécialisée. Le jeu obtient un score de 72,17 % sur GameRankings et de 72 % sur Metacritic, basés respectivement sur 30 et 27 critiques,. Jeuxvideo.com remarque que le jeu n'innove pas beaucoup par rapport aux précédents opus de la série, mais que la formule fonctionne toujours aussi bien malgré tout. Il trouve le jeu « sympathique en solo et diablement addictif à plusieurs. » Il est satisfait, en général, de la qualité des mini-jeux. Gamekult trouve les mini-jeux « souvent inventifs » et ajoute qu'ils tirent bien avantage des capacités de la console. Quant à lui, Eurogamer regrette leur trop grande simplicité et trouve qu'ils se finissent souvent trop rapidement et qu'ils manquent souvent d'intérêt. Il observe en outre que les phases de plateau qui entrecoupent les phases de mini-jeux ralentissent le rythme de la partie.
Jeuxvideo.com loue la possibilité de jouer en multijoueur avec une seule cartouche, mais regrette qu'un mode en ligne ne soit pas de la partie. Gamekult est du même avis, ajoutant que les temps de téléchargements pour jouer en multijoueur avec une seule cartouche sont très rapides et que le jeu est très convivial. Il considère que Mario Party DS trouve tout son intérêt s'il est joué avec d'autres joueurs. Il trouve en effet le mode solo limité à cause de l'intelligence artificielle des adversaires. Eurogamer déplore le système de jeu de Mario Party DS, déclarant que son système d'étoiles, plus précisément l'emplacement desdites étoiles sur le plateau de jeu, est « imparfait et injuste, surtout en solo » puisque les étoiles semblent apparaître trop souvent à proximité des adversaires. En outre, le joueur semble être fréquemment transporté loin d'une étoile lorsqu'il est sur le point de l'atteindre et peut difficilement la garder lorsqu'il réussi à l'obtenir.

### Sources primaires
1. ↑  Mario Party DS : Manuel d'utilisation, Nintendo, 2007, p. 5.
2. ↑  Mario Party DS : Manuel d'utilisation, Nintendo, 2007, p. 6-7.

### Sources secondaires
1. 1 2 3  (en) Frank Provo, « Mario Party DS Review », sur GameSpot, 21 novembre 2007 (consulté le 26 juillet 2019)
2. 1 2 3 4 5  dharn, « Test : Mario Party DS », sur Jeuxvideo.com, 23 novembre 2007 (consulté le 26 juillet 2019)
3. 1 2 3 4  (en) Ellie Gibson, « Mario Party DS », sur Eurogamer (consulté le 26 juillet 2019)
4. 1 2 3 4  Puyo, « Mario Party DS : La fête qu'à la maison », sur Gamekult, 27 novembre 2007 (consulté le 26 juillet 2019)
5. 1 2  Julien Hubert, « Test : Mario Party DS (DS) », sur Gameblog, 4 décembre 2007 (consulté le 26 juillet 2019)
6. ↑  (en) Craig Harris, « Mario Party DS Review », sur IGN, 21 novembre 2007 (consulté le 26 juillet 2019)
7. 1 2  (en) « Mario Party DS for DS Reviews », sur Metacritic (consulté le 31 juillet 2019)
8. ↑  (en) « Mario Party DS for DS », sur GameRankings (consulté le 31 juillet 2019)